# 許令典
许令典（1573年—？），字稚则，號同生，浙江杭州府海宁县人。明朝政治人物。

## 生平
万历三十一年（1603年）浙江乡试第六十三名举人。万历三十五年（1607年）丁未科进士。知江西上饶县，调无锡县，左迁南锦衣卫知事。升青州府推官，改淮安府教授。万历四十年（1612年），为四川乡试同考官。历南国子监助教，升刑部广西司主事。官至淮安府知府。挂冠归。有《靈泉嬴史集》。

## 家族
曾祖許桐卿。祖父許聞遠，冠帶生员。父許敦俅。母董氏。严侍下。弟令譽。